# КИП и А
КИП и А — контрольно-измерительные приборы и автоматика (КИП и А), обобщающее название всех средств измерений (СИ) физических величин веществ, контрольно-измерительных приборов, используемых для автоматизации процессов и производств.
Под определение КИП и А попадает оборудование не только производственной, но и непроизводственной сферы, а именно: приборы, используемые в здравоохранении, научной, образовательной и бытовой сферах. Например, счетчики электроэнергии и жидкостей, регуляторы давления в нефтегазовой отрасли, автоматику для котельных и т. д.

## Классификация контрольно измерительных приборов КИПиА
Классификация средств измерений производится в зависимости от качественно-количественных показателей и физико-технических характеристик.
В общем случае КИП подразделяются на группы по виду измерений, основными группами приборов являются:
- Приборы для измерения температуры — термометры.
- Устройства для определения давления — манометры.
- Измерители расхода рабочей среды или других веществ — расходомеры.
- Определители состава газовых смесей — газоанализаторы.
- Датчики уровня заполнения емкости — уровнемеры.[1]

## Основные функции и задачи КИПиА
Основными функциями службы КИП и А на предприятии являются:
- Осуществление метрологического надзора.
- Техническое обслуживание, настройка и ремонт измерительного оборудования.
- Оптимизация и автоматизация имеющихся и разработка новых автоматических систем управления.

Основные задачи службы включают в себя:
- Создание условий, при которых будет обеспечена бесперебойная работа всех систем, за которые отвечает подразделение.
- Обеспечение наличия запасных деталей, резервного оборудования для измерительной техники и автоматики.
- Проверка правильной эксплуатации приборов, находящихся в зоне ответственности службы.
- Регулярные инструкции и обучение персонала нормам и правилам эксплуатации средств автоматики и контроля.
- Ввод в эксплуатацию новых профильных проектов.[2]

## Структура отдела КИПиА
На формирование структуры подразделений КИП и А влияет множество факторов, основными из которых являются: количество эксплуатируемых СИ, подлежащих обслуживанию и уровень сложности их обслуживания.
В связи с этим формируют или централизованную структуру службы, или децентрализованную.
Особенностью децентрализованной структуры является разделение обязанностей на методическое подразделение и технологическое подразделение. У каждого из подразделений свое руководство. Подходит для крупных предприятий.
Формирование централизованной структуры управления подходит для предприятий, у которых в технологических схемах не задействовано много измерительных приборов, датчиков и т. д.

### Централизованная структура
Тип управления, который объединяет эксплуатационное и ремонтное подразделение. Руководит единой службой начальник цеха КИП и А. При небольшом объеме предприятия руководящее лицо может совмещать должность главного метролога.
Группа специалистов службы назначается на определенные производственные площади для регулярного технического обслуживания приборов (включая интеграцию приборов и их ремонт), расположенные на территории, указанной в описании работы.
При необходимости по распоряжению начальника цеха эту группу специалистов можно усилить другими работниками службы, например, для выполнения объемных ремонтных или монтажных работ.
Такая структура позволяет создавать группы узкой специализации (например, монтажники, электрики, электронщики и т. д.)
Они занимаются ремонтом, регулировкой и установкой сложного оборудования, а также вводом в эксплуатацию новых систем. После завершения работ по вводу в эксплуатацию оборудование обслуживается командой, которая контролирует цех, где была проведена установка.

### Децентрализованная структура
Этот метод организации практикуется в крупных компаниях. Особенность заключается в том, что ремонтный (методический) блок является отдельным отделением, тогда как эксплуатационные задачи возлагаются на технологический цех.
Каждое из этих подразделений имеет свое направление. Специалисты методического подразделения возглавляются главным метрологом, а сотрудники оперативного отдела подчинены начальнику цеха.
В обязанности методического отдела входят все виды плановых ремонтных работ. Оплата за оказанные услуги переводится на отдельный расчетный счет, она вычитается из средств, выделенных на технологический цех КИПиА.
В зависимости от особенностей производства работа оперативного отдела организована с учетом специализации работ или технологических особенностей.
В первом варианте создаются группы специалистов, отвечающие за эксплуатацию определенных видов КИП (сигнализация, автоматизация, контроль и т. д. Во втором — бригады мастеров, отвечающих за работу техники тех или иных технологических потоков.
В децентрализованной структуре методическое обслуживание полностью зависит в финансовом отношении от технологического цеха, так как его бюджет оплачивается за выполненную работу.
В случае производственной необходимости оперативное обслуживание может быть усилено персоналом ремонтного подразделения или бригадами, отвечающими за установку систем автоматизации и управления.
Приказ об этом должен выдать главный инструментальщик предприятия (метролог). С большинством работ по вводу в эксплуатацию.

### Слесарь КИП и А и профессиональные обязанности
В соответствии с требованиями профессионального стандарта слесарь КИПиА должен знать принцип работы контролируемого им оборудования, уметь его ремонтировать и обслуживать. Например, для обслуживания электрооборудования необходимо получить соответствующее специальное образование, общих знаний основ электротехники не хватит.
В зависимости от специфики обслуживаемого оборудования местом работы слесаря могут быть следующие приборы и наборы инструментов: шкаф КИПиА, щиты, оборудование, установленное на консолях, измерительные приборы, розетки для подключения электроприборов и т. д.
Данная специальность требует, чтобы работник разбирался как в доверенном ему оборудовании, так и общей технологии процесса.

### Инженер КИП и А и его профессиональные обязанности
- организационные работы, связанные с обеспечением бесперебойной работы оборудования;
- ответственность за внедрение автоматизированного оборудования;
- метрологическое обеспечение;
- составление технической документации (технологическая карта, графики ТО, поверки, калибровки);
- долгосрочное планирование (план мероприятий на месяц, квартал, год);
- прием выполненной работы;
- составление предписаний, в соответствии с выявленными недоработками и замечаниями;.